# Grobowiec Iwana Skwarcowa
Grobowiec Iwana Skwarcowa – kaplica grobowa znajdująca się na cmentarzu ewangelicko-augsburskim w Warszawie.

## Opis
Kaplica grobowa dla rosyjskiego kupca Iwana Skwarcowa (1788–1850) i jego rodziny powstała w 1851 w części nekropolii przeznaczonej dla prawosławnych. Została zaprojektowana przez Leona Karasińskiego.
Eklektyczny budynek na planie prostokąta ze smukłymi wieżyczkami w narożach łączy formy architektury bizantyńskiej, takie jak pięć cebulastych kopułek, z elementami sztuki mozarabskiej. Obramienia otworów: drzwiowego i okiennych pokrywa płaskorzeźbiony ornament − plecionka. Kunsztowne drzwi odlane z żeliwa wykonała warszawska firma Braci Evans, roboty kamieniarskie wykonał Jan Haagen, a metalowe i pozłotnicze zakład Karola Mintera. W zewnętrznej niszy bocznej ściany znajdowało się wyrzeźbione w kamieniu popiersie Skwarcowa, które zaginęło.
Na ścianie kaplicy znajdują się ślady po kulach, będące pamiątką po walkach toczonych w rejonie cmentarzy ewangelickich podczas powstania warszawskiego w sierpniu 1944.